# دوري أذربيجان الممتاز 2002-03
دوري أذربيجان الممتاز 2002-03 هو موسم من دوري أذربيجان الممتاز. أشرف على تنظيمه اتحاد أذربيجان لكرة القدم، وفاز فيه نادي قره باغ.